# Hit (zespół muzyczny)
Hit, także Hitrock – nieistniejąca już węgierska grupa muzyczna.

## Historia
Grupa została założona w 1978 roku w Budapeszcie przez László Tóhátiego, László Talabéra, Tibora Füschela, Gábora Tihanyiego oraz Tibora Pozsonyiego. W 1981 roku grupa zajęła trzecie miejsce w konkursie rockowym organizowanym przez Komitet Centralny Węgierskiego Związku Młodzieży Komunistycznej. W 1984 roku został wydany pierwszy album zespołu, Oké!. Album nie odniósł jednak spodziewanego sukcesu i grupa rozpadła się w 1987 roku. W 1997 zespół ponownie się zjednoczył w oryginalnym składzie. Rok później został wydany drugi album. W 2002 roku zespół przekształcił się w tribute band Pink Floyd.

## Dyskografia
- Oké! (1984)
- Vén csavargó (1998)

## Członkowie zespołu

### Ostatni
- Attila Bodnár – wokal
- Tibor Füschel – gitara basowa, instrumenty klawiszowe
- Tibor Pozsonyi – perkusja
- Gábor Tihanyi – gitara
- János Virág – gitara

### Wcześniejsi
- József Babári – instrumenty klawiszowe
- Gyula Murka – gitara
- László Talabér – gitara basowa
- László Tóháti – wokal